# Harrisia
Harrisia és un gènere de cactus natiu de l'Argentina, el Paraguai, a moltes illes del Carib i a Florida. Comprèn 48 espècies descrites i d'aquestes, només 17 són acceptades.

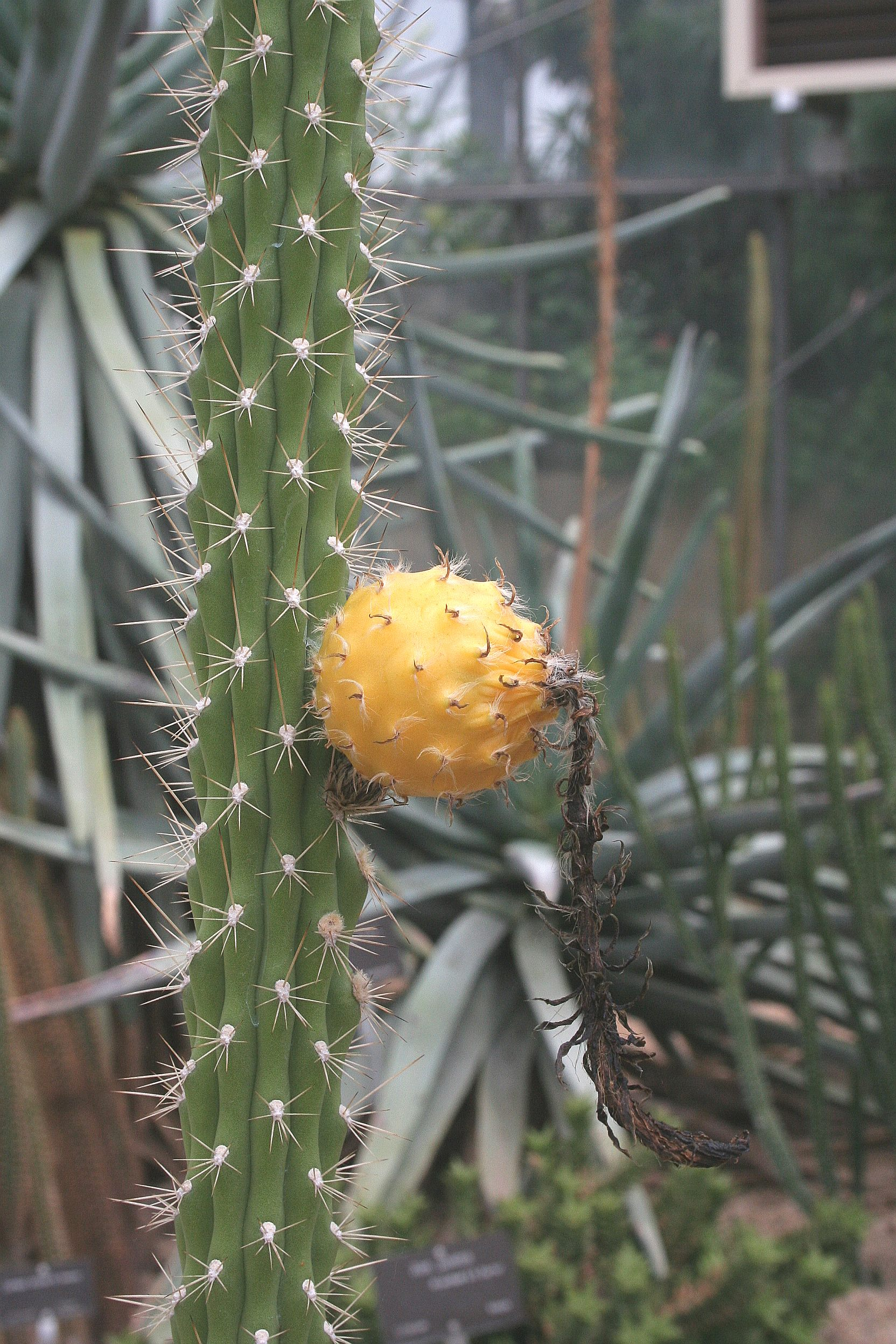
Harrisia gracilis

## Descripció
Tenen forma d'arbre, de vegades erectes o arbustius que creix amb tiges cilíndriques i assoleixen a una grandària de fins a 7 m d'alçada. Té d'11 a 56 costelles i no formen arrels aèries. Les flors s'obren a la nit, són de color blanc i tenen un diàmetre de fins a 12 cm. Després de la pol·linització forma uns fruits rodons que són de color vermell a taronja. Els fruits es produeixen amb arèoles a les aixelles. Les llavors són negres de 2-3 x 1,5 mm de grandària.

## Taxonomia
El gènere va ser descrit per Nathaniel Lord Britton i publicat a Bulletin of the Torrey Botanical Club 35(12): 561–566. 1908.
Etimologia
Harrisia: nom genèric que va ser anomenat en honor de William Harris, qui va ser superintendent de jardins públics i plantacions de Jamaica.
- Subgènere Harrisia
  - Harrisia aboriginum Small
  - Harrisia brookii Britton
  - Harrisia divaricata (Lam.) Backeb.
  - Harrisia earlei Britton & Rose
  - Harrisia eriophora (Pfeiff.) Britton
  - Harrisia fernowii Britton
  - Harrisia fragrans Small
  - Harrisia gracilis (Mill.) Britton
  - Harrisia nashii Britton
  - Harrisia portoricensis Britton
  - Harrisia simpsonii Small
  - Harrisia taetra Areces
  - Harrisia taylorii Britton

- Subgènere Eriocereus
  - Harrisia adscendens (Gürke) Britton & Rose
  - Harrisia bonplandii (J.Parm. ex Pfeiff.) Britton & Rose
  - Harrisia martinii (Labour.) Britton & Rose
  - Harrisia pomanensis (F.A.C.Weber) Britton & Rose
    - Harrisia pomanensis subsp. pomanensis
    - Harrisia pomanensis subsp. regelii (Weing.) R.Kiesling

  - Harrisia tephracantha (Labour.) D.R.Hunt
  - Harrisia tortuosa (J.Forbes ex-Otto & A.Dietr.) Britton & Rose

## Sinonímia
- Eriocereus (A.Berger) Riccob.
- Roseocereus Backeb.